# Jean-Jacques Gaudart (1627-1717)
 (mai 2013).
Si vous disposez d'ouvrages ou d'articles de référence ou si vous connaissez des sites web de qualité traitant du thème abordé ici, merci de compléter l'article en donnant les références utiles à sa vérifiabilité et en les liant à la section « Notes et références ».
Jean-Jacques Gaudart seigneur du Petit Marais et d'Auvilliers (1627-1717), fut conseiller puis président de la grand-chambre au Parlement de Paris.

## Biographie

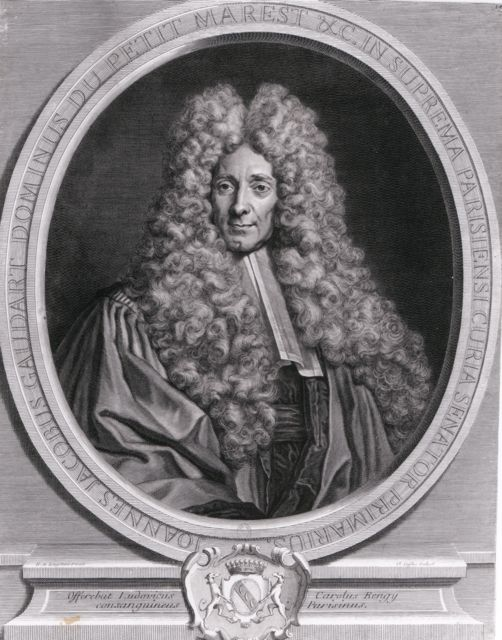
Jean-Jacques Gaudart, seigneur du Petit-Marais (1627-1717

Il est le fils de Jacques Gaudart (1588-1634), seigneur de Petit-Marais et de Jeanne de Féral.
Il appartenait à la famille Gaudart de Petit-Marais, connue depuis la première moitié du XVIe siècle dans la bourgeoisie robine de Paris qui s'agrégea à la noblesse depuis 1580 et fut maintenue noble au 17e siècle pour une branche. Au sujet de cette famille Gustave Chaix d'Est-Ange donne l'information suivante : « Une famille Gaudart a appartenu à la noblesse de robe parisienne. Elle portait pour armes d'or à une bande d'azur chargée de trois défenses de sanglier d'argent. Elle avait pour auteur François Gaudart, fils et petit-fils de procureurs en la Chambre des comptes de Paris, qui fut reçu en 1596 conseiller au Parlement de cette ville et qui fut anobli par sa charge.»
Il fut conseiller aux Enquêtes au Parlement de Paris en 1667, puis président de la Grand'chambre du parlement de Paris.
Il épousa tardivement, le 21 septembre 1682 à la paroisse Saint-Merry à Paris, Catherine Huguet de Semonville qui était aussi âgée que lui, fille de Bertrand François Huguet, écuyer, seigneur de Sémonville, receveur général des gabelles de France, maître d'hôtel ordinaire du roi, secrétaire du roi et bénéficiaire de lettres d'honneur, et de Charlotte Chaufourneau.
Ils n'eurent qu'une fille, Catherine Charlotte, baptisée le 21 septembre 1683 à la paroisse Saint-Gervais à Paris et qui décédera le 18 septembre 1692 à Paris à l'âge de neuf ans. 
Il était propriétaire à Paris des numéros 100 à 110 de la Rue Vieille-du-Temple, ainsi que de l'Hôtel Gaudart, au 36, rue Vieille-du-Temple où il résidait. Il possédait également la terre et le manoir du Piple à Boissy-Saint-Léger.
Une fondation pieuse fut créée après son décès en 1720-1721. Son testament fut reçu le 28 septembre 1717 par Maîtres Guérin et Boscheron, notaires à Paris. Un acte de succession, établi à Paris le 27 octobre 1720, donne comme principaux légataires l'abbé Henry Charles de Brion, la famille Touchet, Louis de Bengy et Henri de Gibieuf.
Son portrait peint par Nicolas de Largillière se trouve au musée d'art et d'histoire de Genève.

## Sources
- Prosopographie des gens du Parlement de Paris (1266-1753), Références, 1996, page 557.
- Mémoires de la Fédération des Sociétés historiques et archéologiques de Paris et de l'Ile-de-France, 1955, page 191.
- Gustave Chaix d'Est-Ange, Dictionnaire des familles françaises anciennes ou notables à la fin du XIXe siècle, tome XX, 1929, page 227.
- Babelon Jean-Pierre, Jean Thiriot, architecte à Paris sous Louis XIII, Cahiers de la Rotonde no 10 p. 69-131, 1987
- Babelon Jean-Pierre, Demeures parisiennes sous Henri IV et Louis XIII, Hazan, 1991
- Bluche François, Les Magistrats du Parlement de Paris au XVIIIe siècle, Ed. Economica, 1986
- de Place Agnès, Histoire et Généalogie de la Famille Gaudart, broché, 513 p, 1995.
- Gady Alexandre, Le Marais, éd. Carré, Paris 1994
- Guillemard Roger, Boissy-Saint-Léger: Mon Village, Maury imprimeur, 1988
- Loche Renée, Catalogue raisonné des peintures et pastels de l’École française XVIe, XVIIe, XVIIIe siècles, éditions Slatkine, Genève, 1996
- Lamant Hubert, Armorial Général et Nobiliaire Français, notice « Gaudart » juin 2009 (réimpr. Tome XLIX no 193-196 Fascicules 1-4), broché, 319p.